# 愛情跑道
《愛情跑道》（英語：Love's Runway）是香港麗的電視製作的劇集，於1982年1月首播，共20集。監製梅小青，萬梓良、劉志榮、魏秋樺、馬敏兒、苗金鳳、王偉、丁櫻等人主演。

## 劇情簡介
韋清輝（萬梓良飾）因已屆適婚之齡，遂起求偶之念。韋清輝先後追求老闆太子女孫金玲（魏秋樺飾）、收銀員麗娜（黃雪梅飾）、空姐Helen（阮佩珍飾）、以及健身教練Meggie（胡祖兒飾）均以失敗告終。但改造形象的湯寶瓊（馬敏兒飾），卻令韋清輝及林亞倫（劉志榮飾）對其產生愛意，頓陷入了三角關係。經過一段愛情長跑之後，誰人可以跑到終點？

## 主要演員
- 萬梓良 飾 韋清輝
- 劉志榮 飾 林亞倫
- 魏秋樺 飾 孫金玲（Julia）
- 馬敏兒 飾 湯寶瓊
- 苗金鳳 飾 楊麗絲（Alice）
- 劉嘉豪 飾 朱善發
- 王　偉 飾 鄺維邦（Chris）
- 丁　櫻 飾 勞美麗
- 西瓜刨 飾 孫世操（算死草）
- 伍永森 飾 湯仁傑
- 杜少明 飾 區雲
- 鄭文霞 飾 四嬸
- 周俊明 飾 Danny
- 徐寶鳳 飾 Kitty
- 楊惠凱 飾 Martin
- 吳志權 飾 Peter
- 張少媚 飾 趙美芝 (Cecel)
- 黎萱 飾 Cecel母
- 李淑賢 飾 孫銀玲（Judy）
- 司馬華龍 飾 Danny父
- 馮真 飾 Danny母
- 容惠雯 飾 Irene
- 梁舜燕 飾 Irene母
- 梁淑蘭 飾 Nancy
- 王惠新 飾 Roseta
- 王書怡 飾 湯寶寶
- 李亨 飾 John父
- 黃雪梅 飾 麗娜
- 黃植森 飾 George
- 阮佩珍 飾 Helen
- 何炳威 飾 Bob
- 胡祖兒 飾 Meggie
- 林司聰 飾 Teresa
- 許瑩英 飾 淑芬
- 關煥婷 飾 Lily
- 楊詩蒂 飾 唐玉娟
- 馮紹薇 飾 卓亦君